# Anton Božič
Anton Božič, slovenski pravnik in gospodarstvenik, * 12. december 1876, Stročja vas, † 16. marec 1933, Celje.

## Življenje in delo
Po končani gimnaziji leta 1897 v Mariboru je na Dunaju doktoriral iz  prava. Leta 1909 se je naselil v Celju, kjer je odprl odvetniško pisarno; prevzel 1910 predsedstvo Zadružne zveze v Celju in Posojilnice v Šoštanju ter 1917 predsedstvo zadruge Lastni dom. Deloval je tudi pri drugih gospodarskih podjetjih. Objavil je več knjig in članke gospododarske vsebine v slovenskih listih Zadrugi, Narodnem listu, Novi dobi, celjskem Narodnem dnevniku, Domovini in Ljubljanskem zvonu.